# 布里哈迪希瓦拉神庙
布里哈迪希瓦拉神庙（Brihadīśvara 廣大自在），一称罗阇罗阇希瓦拉神庙（Rājarājeśvara 王中王自在）是位于印度泰米尔纳德邦的坦贾武尔地区的一座供奉湿婆的神庙，由朱罗王朝的国王羅茶羅乍建于1000年左右。是印度现存最高的神庙。1987年成为世界遗产。
神庙使用花岗岩砌成。主殿围在长方形庭院内，在方形二层主殿之上有13层角锥形悉卡罗，高61米，顶部盔帽形盖石重80吨。主殿内供奉有印度现存最大的石雕林伽，主殿第一层走廊上雕有湿婆的108种舞姿（其中27幅浮雕未完成）。主殿内部分墙壁有壁画，内容多与湿婆神话有关。